# Yeşilyurt Spor Kulübü
O Yeşilyurt Spor Kulübü , é um clube polidesportivo turco  da cidade de Istambul com destaque de voleibol. 

## Histórico
O ano de sua fundação foi em 1956 em um terreno de 33 acres na costa de Yeşilyurt, e tem servido seus membros e convidados desde então, treinando atletas para nossas equipes nacionais e infraestrutura, e é um dos mais raros clubes esportivos em Istambul, com um alto nível de consciência. Além do vôlei, oferecem basquete, tênis, natação, ginástica, pólo aquático e vela; com cerca de 2.000 atletas do futuro, em escolas de esportes de verão e inverno abertas todos os anos, participa de ligas de basquete e vôlei e também participa de competições internacionais de seleções nacionais em ramos de natação e pólo aquático,

### Títulos conquistados
Challenge Cup: 2020-21